# Norman Mineta
Norman Yoshio (Norm) Mineta (San Jose (Californië), 12 november 1931 – Edgewater (Maryland), 3 mei 2022) was een Amerikaans politicus van de Democratische Partij. Hij diende als minister van Transport onder de Republikeinse president George W. Bush van 2001 tot 2006. Daarvoor was hij minister van Economische Zaken onder president Bill Clinton van 2000 tot 2001. Eerder was hij burgemeester van San Jose van 1971 tot 1975 en later lid van het Huis van Afgevaardigden voor het 13e congresdistrict van Californië van 1975 tot 1993 en daarna voor het 15e congresdistrict van Californië van 1993 tot 1995.

## Biografie

### Jeugd
Norman Yoshio (Norm) Mineta werd geboren op 12 november 1931 in San Jose in de staat Californië. Als een Japanse Amerikaan werd Mineta en de rest van zijn familie in februari 1942 voor een aantal jaar vastgezet in een interneringskamp in Ralston in de staat Wyoming na de aanval op Pearl Harbor op 7 december 1941. Hij studeerde van 1951 tot 1953 aan de Universiteit van Californië in Berkeley en ontving een bachelor of Science graad in bedrijfskunde.

### Politiek
Mineta werd na een carrière als militair tijdens de Koreaanse Oorlog in de inlichtingendienst van het Amerikaanse leger en werkzaam te zijn geweest bij het bedrijf van zijn vader in 1967 gekozen tot de gemeenteraad van zijn geboorteplaats San Jose waar hij in 1971 werd verkozen tot burgemeester. 

#### Huis van Afgevaardigden
In 1975 werd Mineta gekozen als lid van het Huis van Afgevaardigden voor het 13e congresdistrict van Californië. In het Huis van Afgevaardigden hield hij zich voornamelijk bezig met transport en verkeerskwesties en in het bijzonder met de Luchtvaartsector. In 1993 werd het 13e congresdistrict van Californië omgevormd tot het 15e congresdistrict van Californië. Op 10 oktober 1995 verliet hij voortijdig het Huis van Afgevaardigden nadat hij een bestuursfunctie aangeboden kreeg bij het recent gevormde Lockheed Martin. 

#### Minister
In juli 2000 werd hij door president Clinton gevraagd om minister van Economische Zaken te worden in zijn kabinet als opvolger van Bill Daley die eerder zijn ontslag had aangeboden. Mineta die op dat moment vicepresident was bij Lockheed Martin accepteerde de functie en werd op 20 juli 2000 beëdigd als minister van Economische Zaken. Nadat Republikein George W. Bush de presidentsverkiezingen van 2000 had gewonnen werd Mineta gevraagd om minister van Transport in zijn kabinet. Mineta stemde in met het aanbod en werd op 20 januari 2001 ingezworen als minister van Transport en diende vervolgens als enige Democraat in het nieuwe kabinet. Als minister van Transport was hij verantwoordelijk voor het sluiten van het luchtruim boven de Verenigde Staten tijdens de aanslagen op 11 september 2001. Als verantwoordelijk minister van de Federal Aviation Administration werd op zijn bevel al het vliegverkeer boven het grondgebied van de Verenigde Staten binnen een uur stilgelegd, wereldwijd raakte hierdoor het vliegverkeer ontregeld. Mineta was instrumenteel in het invoeren van nieuwe wetgevingen die de Federal Aviation Administration, de Federal Air Marshal Service, de National Transportation Safety Board en de Surface Transportation Board meer bevoegdheden gaf om de beveiliging van de burgerluchtvaart en het openbaar vervoer te vergroten en verbeteren.

### Persoonlijk
Mineta was getrouwd met Deni Mineta en ze hebben samen twee zonen en twee stiefkinderen en ze woonden in San Jose. Op 16 december 2006 werd hij door president Bush onderscheiden met de Presidential Medal of Freedom, de hoogste burgeronderscheiding van de Verenigde Staten voor zijn verdienste in het openbaar bestuur.
- Gemeinsame Normdatei: 1196023409
- International Standard Name Identifier: 0000 0000 5080 7719
- Library of Congress Control Number: no00044786
- National Archives and Records Administration: 10611434
- SNAC: w6456c12
- Biographical Directory of the United States Congress: M000794
- Virtual International Authority File: 19224458
- WorldCat: E39PBJcGqPYDKXFrYPbH8fryVC